# Eurovisiesongfestival 1993
Het Eurovisiesongfestival 1993 was het achtendertigste Eurovisiesongfestival en vond plaats op 15 mei 1993 in Millstreet, Ierland.
Het programma werd gepresenteerd door Fionnuala Sweeney.
Van de 25 deelnemende landen won Ierland met het nummer In your eyes, uitgevoerd door Niamh Kavanagh.
Dit lied kreeg 187 punten, 12,9% van het totale aantal punten.
Met 164 punten werd Verenigd Koninkrijk tweede, gevolgd door Zwitserland op de derde plaats met 148 punten.
Na vijf jaar keerde het Eurovisiespektakel terug in Ierland. Na de overwinning van Johnny Logan in 1987 en de uitzending in Dublin in 1988, streek de Eurovisiekaravaan neer in het pittoreske Millstreet. Er werd voor het landelijke dorp gekozen omdat een lokale miljonair de zaal, een verbouwde paardenpiste, ter beschikking stelde. Deze editie zou het tot dan toe grootste deelnemersveld kennen, namelijk 25. Drie startplaatsen waren voorbehouden voor de winnaars van een speciale voorronde voor voormalige Oostbloklanden.

## Puntentelling

### Stemstructuur
Net als vorig jaar werden in de nationale jury punten toegekend aan elk liedje. Het liedje met het meest aantal stemmen, kreeg twaalf punten. De tweede keus kreeg tien punten en de derde plaats tot en met tiende plaats kregen acht tot en met één punten. Stemmen op het eigen land is niet toegestaan.

### Score bijhouden
Er was geen fysiek scorebord aanwezig in de zaal, maar werd gebruikgemaakt van een videoprojectie.
De landen stonden in het Engels op het overzicht.
Voor de naam was de vlag te zien.
Achter elk land stond het totaal aantal punten.
De gegeven punten werden gelijk bij het totaal van het land opgeteld.
Daarbij werd het vakje met de totaalstand groen gekleurd.
De presentatrice stond naast het podium achter een desk.
Het land dat de punten aan het doorgeven was, was herkenbaar door dat de naam linksboven het scoreoverzicht verscheen, vergezeld van een telefoontje.
Het leidende land werd af en toe na een stemming duidelijk doordat de balk van dat landnaam van dat land geel oplichtte. Af en toe verschenen ook de vijf hoogst scorende landen apart in beeld, vergezeld van een fragment van het lied dat op dat moment nummer 1 stond.
Voordat de puntentelling begon bedankte de presentatrice Frank Naef die jarenlang de puntentelling controleerde en dit jaar met pensioen was gegaan.

### Stemmen
Het bellen van de landen ging op volgorde van deelname. Met Malta kon niet op tijd verbinding worden verkregen, waardoor het als laatste de punten door zou geven.
Het geven van de punten gebeurde in volgorde van laag naar hoog.
De vertegenwoordiger van het land noemde het land en het aantal punten in het Engels of Frans.
Een van de presentatoren herhaalde dit in de taal waarin de punten gegeven werden
om daarna beide gegevens in de andere taal te herhalen.
Daarbij werd zowel in het Engels als het Frans points gebruikt.

### Beslissing
De puntentelling was op het einde uitermate enerverend, omdat na de punten uit Noorwegen (dat als laatste optrad), Ierland met 11 punten voorlag op het Verenigd Koninkrijk. Maar Malta moest zijn punten nog doorgeven.
Toen zelfs bij de tien punten nog steeds noch Ierland, noch het Verenigd Koninkrijk genoemd werden, zou de beslissing weleens heel abrupt kunnen vallen bij de 12 punten. Die gingen uiteindelijk naar Ierland, waardoor Niamh Kavanagh met haar nummer In your eyes voor Ierland de tweede zege op rij bewerkstelligde. Dit was eerder al Spanje (1968-1969), Luxemburg (1972-1973) en Israël (1978-1979) gelukt. De Canadese Annie Cotton werd voor Zwitserland derde en kon zo het resultaat van die andere Canadese zangeres Céline Dion uit 1988 niet evenaren. Het Franse nummer 'Mama Corsica' werd vierde en groeide uit tot een klassieker. De debutanten deden het niet goed en belandden in de tweede helft van de tabel.

## Deelnemers

### België
De nog onbekende jonge zangeres Barbara Dex, dochter van de bekende zanger Marc Dex, haalde verrassend de overwinning in de Belgische preselectie, waarin onder meer Bart Herman met 'Dood aan jou' en Lisa del Bo met 'Vlinder' aantraden. Nummers die ook klassiekers werden. De verwachtingen waren heel hoog, mede door de bookmakers, maar het nummer 'Iemand als jij' haalde slechts drie punten en eindigde laatste. Ondanks die plaats zou Barbara Dex uitgroeien tot een gewaardeerde artiest in Vlaanderen en ook het nummer zelf bleef populair.
Barbara Dex trad op in een jurk naar eigen ontwerp die niet bepaald flatteus was. Deze jurk was zo memorabel dat toen enkele jaren later bij de liefhebbers van het festival een prijs in het leven werd geroepen die de artiest met de slechtste kledij van dat jaar bekroonde, die naar haar werd vernoemd: de Barbara Dex Award.

### Nederland
Voor Nederland deed Ruth Jacott mee met het nummer Vrede, gecomponeerd door duo Fluitsma en Van Tijn, met tekst van Henk Westbroek. Ruth Jacott was door de NOS aangewezen om Nederland te vertegenwoordigen. Tijdens het Nationaal Songfestival, gepresenteerd door Paul de Leeuw, was gekozen voor Vrede.
Tijdens de puntentelling verzamelde Ruth Jacott 92 punten, waaronder 12 van Ierland, en bereikte daarmee een respectabele zesde plaats.
Na de uitzending maakte Paul de Leeuw vanuit Amstelveen live verbinding met Ruth Jacott en zong samen met haar een lied uit de Nationale Finale: Blijf Bij Mij. Dit nummer zou, net als Vrede, een hit worden in Nederland.

### Terugkerende artiesten
| Land       | Artiest       | Plaats | Eerdere deelname                           | Plaats toen |
| ---------- | ------------- | ------ | ------------------------------------------ | ----------- |
| Denemarken | Tommy Seebach | 22     | Denemarken 1979                            | 6           |
| Denemarken | Tommy Seebach | 22     | Denemarken 1981 (samen met Debbie Cameron) | 11          |
| Finland    | Katri Helena  | 17     | Finland 1979                               | 14          |
| Oostenrijk | Tony Wegas    | 14     | Oostenrijk 1992                            | 10          |

Ruth Jacott was in 1992 backing voor haar man Humphrey Campbell die dit jaar bij haar backing was.

### Nationale keuzes
In Malta faalden Paul Giordimaina, Georgina en Renato om een 2de keer naar het songfestival te gaan. José Cid die 7de werd voor Portugal in 1980 moest nu genoegen nemen met een 2de plaats in de finale. Christer Björkman wilde de blamage van vorig jaar uitwissen, maar het publiek had geen vertrouwen meer in hem. Pepel In Kri die in 1975 voor Joegoslavië meededen waagden nu hun kans in het nieuwe land Slovenië, maar faalden. Drievoudig deelnemer Jahn Teigen werd laatste in Noorwegen, en Merethe Trøan, die het jaar ervoor nog deelnam werd daar 6de.

### Resultaat
| Plaats | Land                  | Artiest                | Titel                      | Punten |
| ------ | --------------------- | ---------------------- | -------------------------- | ------ |
| 1      | Ierland               | Niamh Kavanagh         | In your eyes               | 187    |
| 2      | Verenigd Koninkrijk   | Sonia                  | Better the devil you know  | 164    |
| 3      | Zwitserland           | Annie Cotton           | Moi, tout simplement       | 148    |
| 4      | Frankrijk             | Patrick Fiori          | Mama Corsica               | 121    |
| 5      | Noorwegen             | Silje Vige             | Alle mine tankar           | 120    |
| 6      | Nederland             | Ruth Jacott            | Vrede                      | 92     |
| 7      | Zweden                | Arvingarna             | Eloise                     | 89     |
| 8      | Malta                 | William Mangion        | This time                  | 69     |
| 9      | Griekenland           | Katerina Garbi         | Ellada, hora tou photos    | 64     |
| 10     | Portugal              | Anabela                | A cidade (até ser dia)     | 60     |
| 11     | Spanje                | Eva Santamaría         | Hombres                    | 58     |
| 12     | Italië                | Enrico Ruggeri         | Sole d'Europa              | 45     |
| 13     | IJsland               | Inga                   | Þá veistu svarið           | 42     |
| 14     | Oostenrijk            | Tony Wegas             | Maria Magdalena            | 32     |
| 15     | Kroatië               | Put                    | Don't ever cry             | 31     |
| 16     | Bosnië en Herzegovina | Fazla                  | Sva bol svijeta            | 27     |
| 17     | Finland               | Katri Helena           | Tule luo                   | 20     |
| 18     | Duitsland             | Münchener Freiheit     | Viel zu weit               | 18     |
| 19     | Cyprus                | Zimboulakis & Van Beke | Mi stamatas                | 17     |
| 20     | Luxemburg             | Modern Times           | Donne-moi une chance       | 11     |
| 21     | Turkije               | Burak Aydos            | Esmer yarim                | 10     |
| 22     | Slovenië              | 1X Band                | Tih deževen dan            | 9      |
| 22     | Denemarken            | Tommy Seebach Band     | Under stjernerne på himlen | 9      |
| 24     | Israël                | The Shiru Group        | Shiru                      | 4      |
| 25     | België                | Barbara Dex            | Iemand als jij             | 3      |

### Oost-Europese voorselectie
| Plaats | Land                  | Artiest         | Titel                       | Punten |
| ------ | --------------------- | --------------- | --------------------------- | ------ |
| 1      | Slovenië              | 1X Band         | Tih dezeven dan             | 54     |
| 2      | Bosnië en Herzegovina | Fazla           | Sva bol svijeta             | 52     |
| 3      | Kroatië               | Put             | Don't ever cry              | 51     |
| 4      | Slowakije             | Elán            | Amnestia na neveru          | 50     |
| 5      | Estland               | Janika Sillamaa | Muretut meelt ja südametuld | 47     |
| 6      | Hongarije             | Andrea Szúlák   | Árva reggel                 | 44     |
| 7      | Roemenië              | Dida Dragan     | Nu pleca                    | 38     |

### Debuterende landen
- Bosnië en Herzegovina
- Kroatië
- Slovenië

Via een voorselectie in Ljubljana kwamen deze 3 landen als winnaar uit de bus.
Als debutanten komen ze respectievelijk op een 16e, 15e en 22e plaats terecht.

### Niet geselecteerde landen
- Estland
- Hongarije
- Roemenië
- Slowakije

### Terugtrekkende landen
- Joegoslavië

Door de Bosnische oorlog werd wat nog restte van het oude Joegoeslavië uitgesloten van verdere deelname. Pas in 2004 zou het tot Servië-Montenegro omgedoopte land, opnieuw (mogen) aantreden.

### Kaart

Deelnemende landen
Landen die al meegedaan hebben maar niet meedoen
Landen die niet door de Oost-Europese voorselectie kwamen